# سیرانوش قوکاسیان
سیرانوش قوکاسیان ( انگلیسی: Siranush Ghukasyan؛ ۲۵ نوامبر ۱۹۹۸) یک شطرنج‌باز اهل ارمنستان است.

## زندگی‌نامه
وی در ۲۵ نوامبر ۱۹۹۸ در ایروان به دنیا آمد و از فارغ‌التحصیل شد. وی همچنین برندهٔ جوایزی همچون  شده‌است.